# Walter Estuardo (1296-1327)
Walter Estuardo (c. 1296 - Castillo de Bathgate, 9 de abril de 1327) fue el sexto gran senescal de Escocia y padre del rey Roberto II de Escocia.

## Biografía
Hijo de Jacobo Estuardo, gran senescal de Escocia y de Gilles (o Egidia) de Burgh, hija de Walter de Burgh, conde de Ulster. La madre de Walter es a veces identificada con Cecilia de Dunbar, sin embargo esto es erróneo.
Walter luchó del lado escocés en la batalla de Bannockburn en 1314 comandando, junto a su primo James Douglas, el ala izquierda del ejército escocés. De acuerdo con otra versión de los hechos, era el líder nominal de uno de los cuatro schiltrons escoceses, pero debido a su juventud e inexperiencia en el campo de batalla, fue Douglas el verdadero líder de la tropa. Esto es, sin embargo, discutible ya que algunos historiadores afirman que sólo había tres schiltrons escoceses en Bannockburn.
Tras la liberación de la madre e hija de Roberto Bruce, fue enviado a recibirlos en la frontera y conducirlas nuevamente a la corte. Posteriormente, durante la ausencia de Bruce, fue encargado del gobierno junto a James Douglas teniendo que defender en reiteradas ocasiones la frontera escocesa. Tras la captura de la ciudad inglesa de Berwick-upon-Tweed en 1318 obtuvo el mando de la ciudad que, el 24 de julio de 1319, fue sitiada por el rey Eduardo II de Inglaterra. Sin embargo, varias de las máquinas de asedio inglesas fueron destruidos por la guarnición de los escoceses. Posteriormente, en 1322, junto a James Douglas y Thomas Randolph, intentó sorprender al rey inglés en la abadía de Byland, en Yorkshire. Eduardo sin embargo logró escapar siendo perseguido hasta York por Walter y 500 jinetes.

## Matrimonio y descendencia
Se casó en 1315 con Marjorie, única hija tenida por Roberto I de Escocia en su primera esposa,  Isabella de la Mar. Roberto Bruce le otorgó el Señorío de Largs, perdido por John Balliol. Además del señorío, el rey también le otorgó el castillo de Farme, en Rutherglen, así como de otras tierras y la baronía feudal de Bathgate, en Linlithgowshire. Fruto del matrimonio, Walter y Marjorie tuvieron un hijo:
- Roberto Estuardo, quien subiría al trono escocés como Roberto II.

Tras enviudar, Walter se casó con Isabel de Graham, identificada con frecuencia como una hija de Sir John Graham de Abercorn. Sin embargo es más probable que fuese hija Sir David Graham de Montrose. La pareja tuvo tres hijos:
- John Stewart de Ralston
- Andrew Stewart
- Egidia Stewart. Se casó con:
  - Sir James Lindsay de Crawford.
  - Sir Hugh de Eglinton.
  - Sir James Douglas de Dalkeith.

| Predecesor: Jacobo Estuardo | Gran senescal de Escocia 1309-1327 | Sucesor: Roberto Estuardo |